# Dante López
Dante Rafael López Fariña (Asunción, 1983. augusztus 16. –) paraguayi válogatott labdarúgó.

## Sikerei, díjai

### Klub
- Club Libertad
  - Paraguayi bajnok: 2008 Clausura
- UNAM
  - Mexikói bajnok: 2009 Clausura, 2011 Clausura

### Egyéni
- Paraguayi gólkirály: 2005